# Premios GenZ
Los Premios Gen Z son unos premios anuales otorgados por Publiespaña, de la compañía Mediaset España, surgidos en 2023. Son concedidos a los influencers con mayor talento de todo el año, según las votaciones de un jurado de expertos y del público, con especial importancia a los pertenecientes a la generación Z (motivo que proporciona dicho nombre al galardón). Cabe destacar que se reparten hacia creadores de contenido o influencers españoles que durante el último año han sido los mejores, según criterio de la votación, en las categorías existentes.

## Ediciones
Las dos primeras entregas se han celebrado en el Teatro de Príncipe Pío, Madrid. Se celebran anualmente, la primera edición a finales de año, y la segunda edición en un inicio igual, pero tuvo que moverse a principios del año siguiente a causa de la DANA que sufrió Valencia (España). El proceso de selección se basa entonces en la trayectoria anual de los nominados para optar a este galardón. Al finalizar la primera edición se anunció que habría más por el éxito que tuvieron y por ello se ha celebrado la segunda.
| N.º | Fecha                   | Recinto             | Ciudad         | Presentadores               |
| --- | ----------------------- | ------------------- | -------------- | --------------------------- |
| 1   | 14 de noviembre de 2023 | Teatro Príncipe Pío | Madrid, España | Xuso Jones y Lara Álvarez   |
| 2   | 3 de febrero de 2025*   | Teatro Príncipe Pío | Madrid, España | Xuso Jones y Sandra Barneda |

* celebrada en 2025 al atrasarse por el suceso de la DANA acontecida en Valencia (España), por eso no pudo celebrarse en 2024.

## Nominados y ganadores

#### Lista de ganadores y nominados de Premios Gen Z 2023
| Música                                                                            | Gastronomía                                                              |
| --------------------------------------------------------------------------------- | ------------------------------------------------------------------------ |
| - Mar Lucas - Jaime Altozano - Belén Aguilera - Michenlo                          | - Peldanyos - Cocina con Chía - Cocina con Coqui - Verónica Ratero MChef |
| Beauty                                                                            | Moda                                                                     |
| - Nuria Adraos - Álvaro Platón - Bnb Makeup - Ratolina                            | - Abril Cols - ByCalitos - Maria F. Rubies - Mery Turiel                 |
| Lifestyle                                                                         | Health / Fitness                                                         |
| - Nuria Adraos - Álvaro Platón - Bnb Makeup - Ratolina                            | - Abril Cols - ByCalitos - Maria F. Rubies - Mery Turiel                 |
| Gaming                                                                            | Emprendimiento digital                                                   |
| - Abril Cols - ByCalitos - Maria F. Rubies - Mery Turiel                          | - Its' Lava - Sara Baceiredo - ByCalitos - Maria F. Rubies - Mery Turiel |
| Concienciación, diversidad e inclusión                                            | Humor y comedia                                                          |
| - Mara Jiménez 'Croquetamente' - Alan El Ruedas - Feminista Ilustrada - Luc Loren | - Ale Agulló - Jonata 26 - Pablogshow - Rubentonces                      |
| Viajes                                                                            | Podcast y audio                                                          |
| - Daniel Illescas - Enrique Alex - Hermanos Boisset - Igna Ferriol                | - Reyes del Palique - Club 113 - La influencia - La Pija y la Quinqui    |
| Medioambiente, Eco y Sostenibilidad                                               | Arte y Creatividad                                                       |
| - Carlota Bruna - Blondiemuser - Itziar Aguilera - Jon Kareaga                    | - Inés Jimm - BE Fernández - Irina Isasia - Miranda Makaroff             |
| Entretenimiento                                                                   | Premio especial GenZ 2023                                                |
| - Esperansa Gracia - El show de Briten - Plex - xBuyer                            | - Marina Rivers - Ibai Llanos - Mar Lucas - Marta Díaz - Plex            |

## Candidaturas
Los premios Gen Z se basan en dos cortes de selección al nominar a los aspirantes al trofeo. Primero tienen que pasar el filtro de un jurado de expertos que preseleccionan entre todos los influencers a cuatro nominados para las distintas categorías que componen la gala. La última palabra la tiene el público ya que, tras pasar este corte, son estos los que votan en la página web oficial del premio para elegir a sus favoritos.
Además de los premios otorgados en las categorías fijas, se reparte un premio especial GenZ con una votación que se lleva durante la celebración de la propia gala, entre creadores de contenido que hayan sido preseleccionados por este comité de jurados expertos.

## Categorías
Se trata de 15 categorías elegidas para premiar la mejor contribución posible que pueden hacer los influencers elegidos para la sociedad o el público que les consume. Estas quince categorías son: Gastronomía, Beauty, Moda, Lifestyle, Health & Sport, Gaming, Emprendimiento digital, Concienciación/ Diversidad/ Inclusión, Contenido de música, Humor/ Comedia, Viajes, Podcast/ Audio, Medio ambiente/ Eco/ Sostenibilidad, Arte/ Creatividad, y por último, Entretenimiento.

## Invitados
- 2023: Gal·la Mora, Zoe Mba Bayona, Fani Carbajo, Susana Megan, Rosario Mattew, Mayka Rivera, Lara Tronti, Hugo Pérez, Claudia Martínez, Mario González, Marina García, Jesús Sánchez, Lucía Sánchez, Tania Medina, Alejandro Nieto, Noemí Salazar, Makoke, Marina Rivers, Cristina Porta, Flora González, Paloma Bloyd, Marta López Álamo, César Muñoz, Melissa Villarreal, Grace Villarreal, Adolfo Rodríguez, María Verdoy, Carmen Corazzi, Rosemary Alker, Sandra Barneda, Jesús Vázquez, Marta Flich, Alexia Rivas, Estela Grande, Núria Marín, Tania Déniz, Samu Chávez, Iván González, Teresa Bass, Laura Boado y Saúl Pina.
- 2025: Isabel Jiménez, Violeta Mangriñán, Laura Escanes, Marta Pombo, Laura Madrueño, Ion Aramendi, María Amores, Tony Spina, Marta Peñate, Rocío Osorno, Susana Megan, Vanesa Romero, Flora González, Lili Mangriñán, María Verdoy, Iván González, Carlos Peguer, Claudia Martínez, Mario González, RoRo, Bea Archidona, Álex Roca, Rodri Fuertes, Marta Castro, Nona Sobo, Marina Rivers, Estela Grande, Mara Jiménez y Noemí Salazar.